# Bük
Bük je město v okresu Kőszeg v maďarské župě Vas. V roce 2004 zde žilo 3256 obyvatel.

## Lázně Bükfürdő
Na podzim roku 1957 byl v oblasti prováděn výzkum zaměřený na hledání ropy, vrty místo toho přinesly objev termální vody. Pět let poté zde byl zprovozněn první bazén. Voda byla prohlášena za léčivou v roce 1965. Roku 1972 byly dostavěny kryté lázně, což umožnilo celoroční provoz. V roce 1979 byly prohlášeny za národní léčebné středisko. Rekreační vodní park byl otevřen v roce 1992. Dnes jsou lázně druhým největším lázeňským centrem v Maďarsku. Rozkládají se na ploše 14 hektarů, je tu 26 bazénů (11 z nich krytých) o celkové ploše 5 tisíc m² vody.
Termální voda vysokým obsahem léčivých minerálů vyvěrá ze studny Bükfürdő I. z hloubky 1282 m.

## Galerie

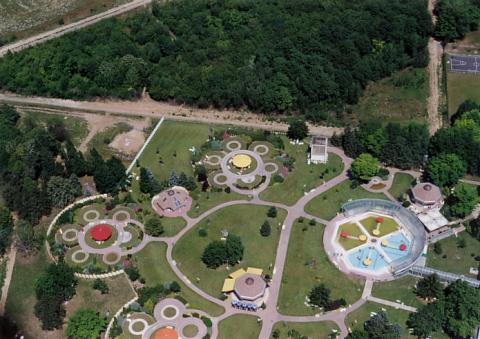
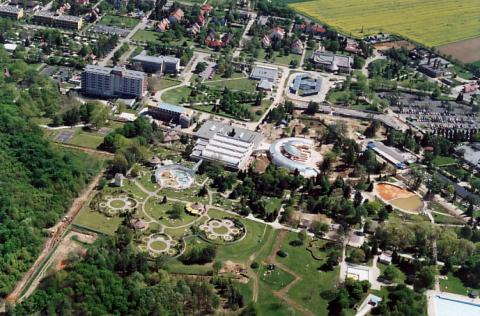
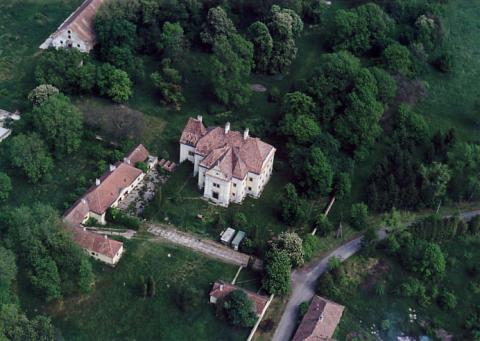
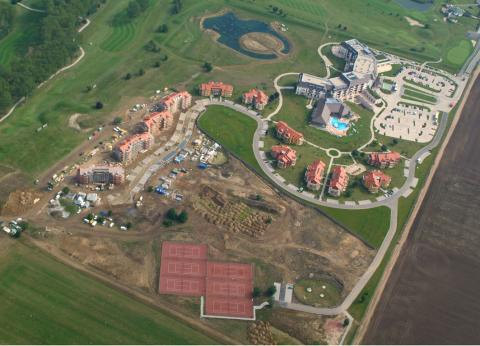